# Новоложка
Новоложка — река в России, протекает в Яранском районе Кировской области и Оршанскому району Республики Марий Эл. Устье реки находится в 183 км по правому берегу реки Малая Кокшага. Длина реки составляет 10 км, площадь водосборного бассейна 36,1 км².
Исток реки находится на западных склонах Вятского Увала у деревни Шулкомучакш в 6 км к юго-востоку от села Салобеляк (центра Салобелякского сельского поселения) и в 30 км к юго-востоку от Яранска. В верховьях называется также Урбежка. Рядом с истоком Новоложки находится исток Ярани, здесь проходит водораздел бассейнов Вятки и Малой Кокшаги. Река течёт на юго-восток, протекает деревни Урбеж-Куратово, Новолож Второй. Впадает в Малую Кокшагу у деревни Новолож.

## Данные водного реестра
По данным государственного водного реестра России относится к Верхневолжскому бассейновому округу, водохозяйственный участок реки — Волга от Чебоксарского гидроузла до города Казань, без рек Свияга и Цивиль, речной подбассейн реки — Волга от впадения Оки до Куйбышевского водохранилища (без бассейна Суры). Речной бассейн реки — (Верхняя) Волга до Куйбышевского водохранилища (без бассейна Оки).
По данным геоинформационной системы водохозяйственного районирования территории РФ, подготовленной Федеральным агентством водных ресурсов:
- Код водного объекта в государственном водном реестре — 08010400712112100001012
- Код по гидрологической изученности (ГИ) — 112100101
- Код бассейна — 08.01.04.007
- Номер тома по ГИ — 12
- Выпуск по ГИ — 1